# Kondenzační hladina

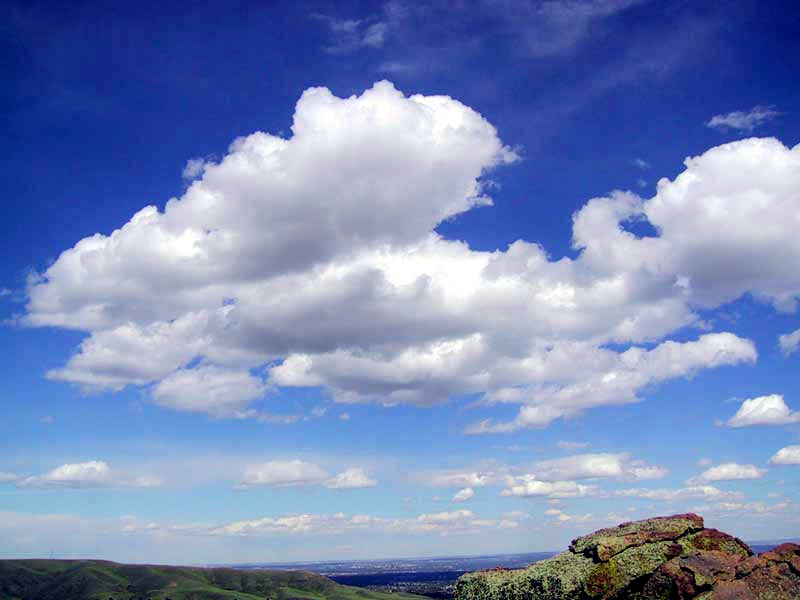
Základna tohoto cumulu leží na kondenzační hladině.

Kondenzační hladina je oblast, ve které teplota vzduchu klesne pod kondenzační teplotu, její výška není stálá a odvíjí se od dalších podmínek v atmosféře, ale můžeme si udělat relativně dobrou představu kde leží v současné době. Pokud je obloha poseta oblaky cumulus tak jejich tmavá, ostře ohraničená základna leží právě na kondenzační hladině.